# Томастаун
Томастаун (англ. Thomastown; ирл. Baile Mhic Andáin) — (переписной) посёлок в Ирландии, находится в графстве Килкенни (провинция Ленстер). Исторически известен как Баллимакандан (англ. Ballymacandan; ирл. Baile Mhic Andáin).
В 1650 году замок Греннан, вокруг которого вырос этот город, два дня находился в осаде войск Кромвеля. В целом же этот замок XIII века находился в хорошем состоянии до начала XIX века, пока его не стали разбирать на строительные материалы. Из других местных достопримечательностей можно назвать Аббатство Джерпоинт.
Местная железнодорожная станция была открыта 12 мая 1848 года.

## Демография
Население — 1837 человек (по переписи 2006 года). В 2002 году население составляло 1600.
Данные переписи 2006 года:
| Общие демографические показатели |               |                               |                               |      |      |
| Всё население                    | Всё население | Изменения населения 2002—2006 | Изменения населения 2002—2006 | 2006 | 2006 |
| 2002                             | 2006          | чел.                          | %                             | муж. | жен. |
| 1600                             | 1837          | 237                           | 14,8                          | 922  | 915  |

В нижеприводимых таблицах сумма всех ответов (столбец «сумма»), как правило, меньше общего населения населённого пункта (столбец «2006»).
| Религия (Тема 2 — 5 : Число людей по религиям, 2006) |             |                |             |            |       |      |
| Католики, чел.                                       | Католики, % | Другая религия | Без религии | не указано | сумма | 2006 |
| 1643                                                 | 89,4        | 78             | 93          | 23         | 1837  | 1837 |

| Этно-расовый состав (Этничность. Тема 2 — 3 : Постоянное население по этническому или культурному происхождению, 2006) |            |              |       |        |        |            |       |       |
| Белые ирландцы | Лухт-шулта | Другие белые | Негры | Азиаты | Другие | Не указано | сумма | 2006  |
| 1652 | 1          | 95           | 5     | 8      | 30     | 22         | 1813  | 1837  |
| Доля от всех отвечавших на вопрос, %                                                                                   |            |              |       |        |        |            |       |       |
| 91,1 | 0,1        | 5,2          | 0,3   | 0,4    | 1,7    | 1,2        | 100   | 98,71 |

1 — доля отвечавших на вопрос о языке от всего населения.
| Владение ирландским языком (Тема 3 — 1 : Число людей от 3 лет и старше по способности говорить по-ирландски, 2006) |      |            |       |       |
| Владеете ли Вы ирландским языком?                                                                                  |      |            |       |       |
| Да | Нет  | Не указано | сумма | 2006  |
| 702 | 995  | 66         | 1763  | 1837  |
| Доля от всех отвечавших на вопрос о языке, %                                                                       |      |            |       |       |
| 39,8 | 56,4 | 3,7        | 100   | 96,01 |

1 — доля отвечавших на вопрос о языке от всего населения.
| Использование ирландского языка (Тема 3 — 2 : Говорящие по-ирландски от 3 лет и старше по частоте использования ирландского языка, 2006) |                                                            |                                               |                                               |                                               |                                               |                                               |       |                                     |      |
| Как часто и где Вы говорите по-ирландски?                                                                                                |                                                            |                                               |                                               |                                               |                                               |                                               |       |                                     |      |
| ежедневно, только в образовательных учреждениях                                                                                          | ежедневно, как в образовательных учреждениях, так и вне их | в других местах (вне образовательной системы) | в других местах (вне образовательной системы) | в других местах (вне образовательной системы) | в других местах (вне образовательной системы) | в других местах (вне образовательной системы) | сумма | всего, отвечавших на вопрос о языке | 2006 |
| ежедневно, только в образовательных учреждениях                                                                                          | ежедневно, как в образовательных учреждениях, так и вне их | ежедневно                                     | каждую неделю                                 | реже                                          | никогда                                       | не указано                                    | сумма | всего, отвечавших на вопрос о языке | 2006 |
| 172 | 15                                                         | 10                                            | 39                                            | 250                                           | 204                                           | 12                                            | 702   | 1763                                | 1837 |
| Доля от всех отвечавших на вопрос о языке, %                                                                                             |                                                            |                                               |                                               |                                               |                                               |                                               |       |                                     |      |
| 9,8 | 0,9                                                        | 0,6                                           | 2,2                                           | 14,2                                          | 11,6                                          | 0,7                                           | 39,8  | 100                                 |      |

| Типы частных жилищ (Тема 6 — 1(a) : Число частных домовладений по типу размещения, 2006) |          |         |                 |            |       |      |
| Отдельный дом                                                                            | Квартира | Комната | Переносные дома | не указано | сумма | 2006 |
| 582                                                                                      | 27       | 4       | 1               | 14         | 628   | 1837 |